# Liste der Biografien/Jaw
Liste der Biografien |
Portal Biografien |
Personensuche
# |
A |
B |
C |
D |
E |
F |
G |
H |
I |
J |
K |
L |
M |
N |
O |
P |
Q |
R |
S |
T |
U |
V |
W |
X |
Y |
Z |
?
 
Ja |
Jb |
Jd |
Je |
Jh |
Ji |
Jj |
Jl |
Jn |
Jm |
Jo |
Jp |
Jr |
Js |
Jt |
Ju |
Jv |
Jw |
Jy
 
Jaa |
Jab |
Jac |
Jad |
Jae |
Jaf |
Jag |
Jah |
Jai |
Jaj |
Jak |
Jal |
Jam |
Jan |
Jao |
Jap |
Jaq |
Jar |
Jas |
Jat |
Jau |
Jav |
Jaw |
Jax |
Jay |
Jaz

## Jaw
Die Liste der Biografien führt alle Personen auf, die in der deutschsprachigen Wikipedia einen Artikel haben. Dieses ist eine Teilliste mit 78 Einträgen von Personen, deren Namen mit den Buchstaben „Jaw“ beginnt.
- JAW (* 1984), deutscher Rapper und Hip-Hop-ProduzentJAW (* 1984)

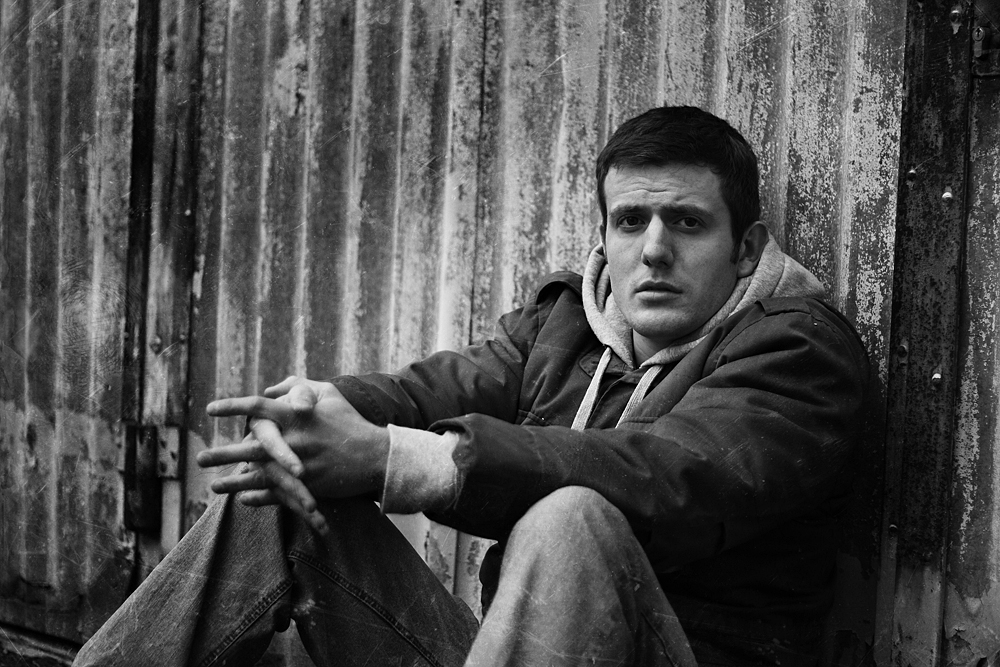
JAW (* 1984)

- Jaw Manneh, Fatou, gambische Journalistin

### Jawa
- Jawachjan, Hratschik (* 1984), armenischer Boxer
- Jawad Al-Khoei (* 1980), schiitischer Geistlicher
- Jawad, Laith A. (* 1948), irakisch-neuseeländischer Meeresbiologe
- Jawad, Mohammad al- (* 1962), saudi-arabischer Fußballspieler
- Jawadi, Rahman (* 1999), österreichischer Fußballspieler
- Jawai, Nathan (* 1986), australischer Basketballspieler
- Jawaid, Aftab (1938–2025), pakistanischer Squashspieler und -trainer
- Jawara Ceesay, Tulai, gambische Juristin
- Jawara, Aisha, gambische Schriftstellerin
- Jawara, Alhagie, gambischer Politiker
- Jawara, Augusta (1924–1981), gambische Politikerin und First Lady
- Jawara, Chilel (* 1952), gambische First Lady
- Jawara, Dawda (1924–2019), gambischer Politiker, Staatspräsident von Gambia
- Jawara, Dawda Kawsu, gambischer Unternehmer und Politiker
- Jawara, Fatim (1997–2016), gambische Fußballspielerin
- Jawara, Fatoumatta K. (* 1983), gambische Politikerin
- Jawara, Mustapha, gambischer Diplomat
- Jawara, Sainey (* 1988), gambischer Politiker
- Jawara-Njai, Kinza, gambische Diplomatin
- Jawari, Mohammed Osman (1945–2024), somalischer Politiker und Staatspräsident
- Jawaschew, Anani (* 1932), bulgarischer Schauspieler
- Jawaschow, Anani (1855–1934), bulgarischer Lehrer, Botaniker und Archäologe

### Jawd
- Jawdat, Sameer (* 1965), saudi-arabischer Bogenschütze

### Jawe
- Jawed, Ahmad (1927–2002), afghanischer Literaturwissenschaftler und Friedenspädagoge
- Jawenka, Aleh (* 1991), belarussischer Eishockeyspieler und -scout

### Jawh
- Jawhariyyeh, Wasif (1897–1972), palästinensischer Musiker und Chronist

### Jawi
- Jawish, Milad (* 1973), libanesischer Ordensgeistlicher und melkitischer Bischof von Montréal

### Jawl
- Jawla, Abdoulie Kanagi (* 1956), gambischer Politiker
- Jawlensky, Alexej von († 1941), deutsch-russischer Künstler des ExpressionismusAlexej von Jawlensky († 1941)

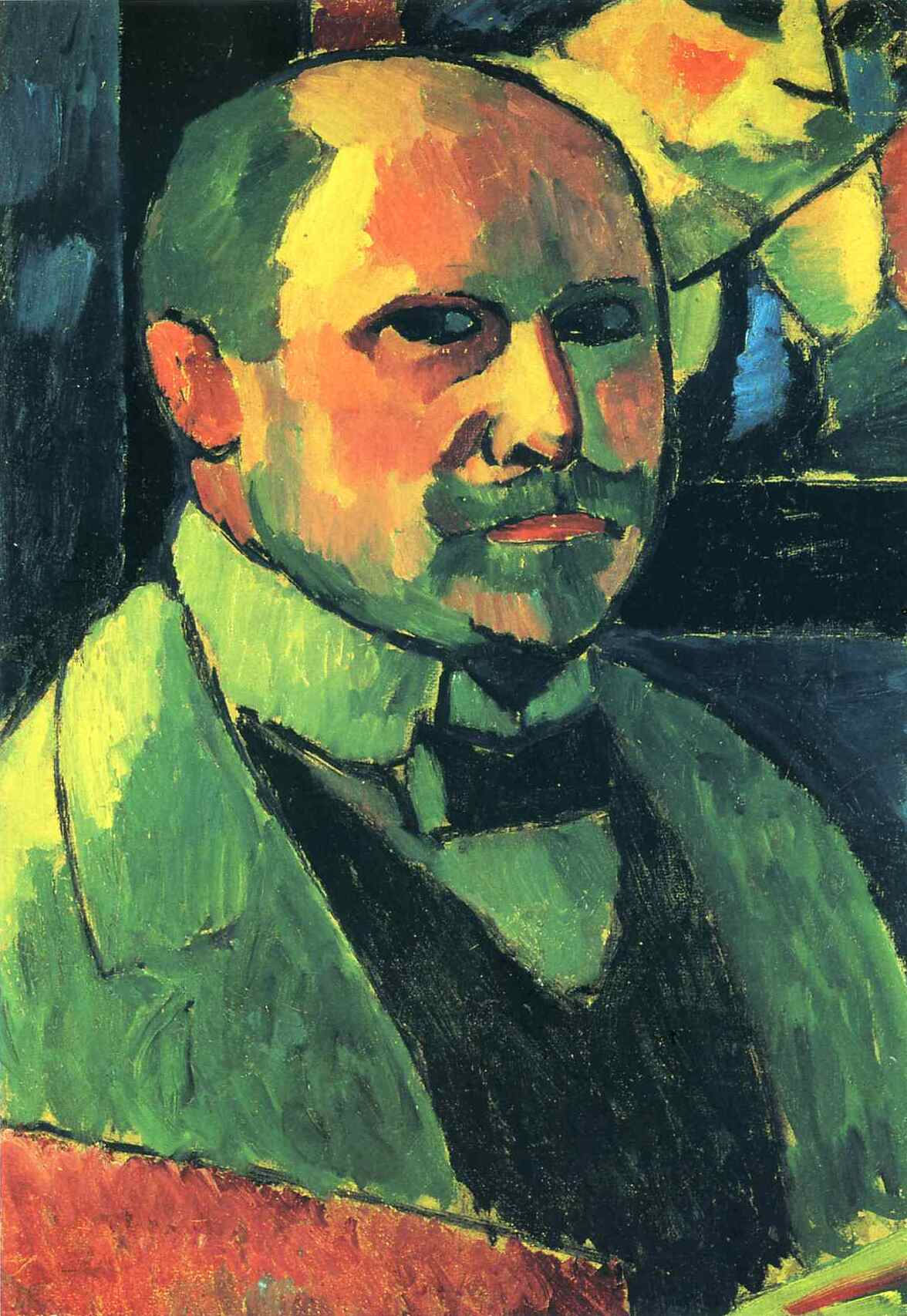
Alexej von Jawlensky († 1941)

- Jawlensky, Andreas (1902–1984), russisch-deutsch-schweizerischer Maler
- Jawlinski, Grigori Alexejewitsch (* 1952), liberaler russischer Politiker und Vorsitzender der Partei JablokoGrigori Alexejewitsch Jawlinski (* 1952)

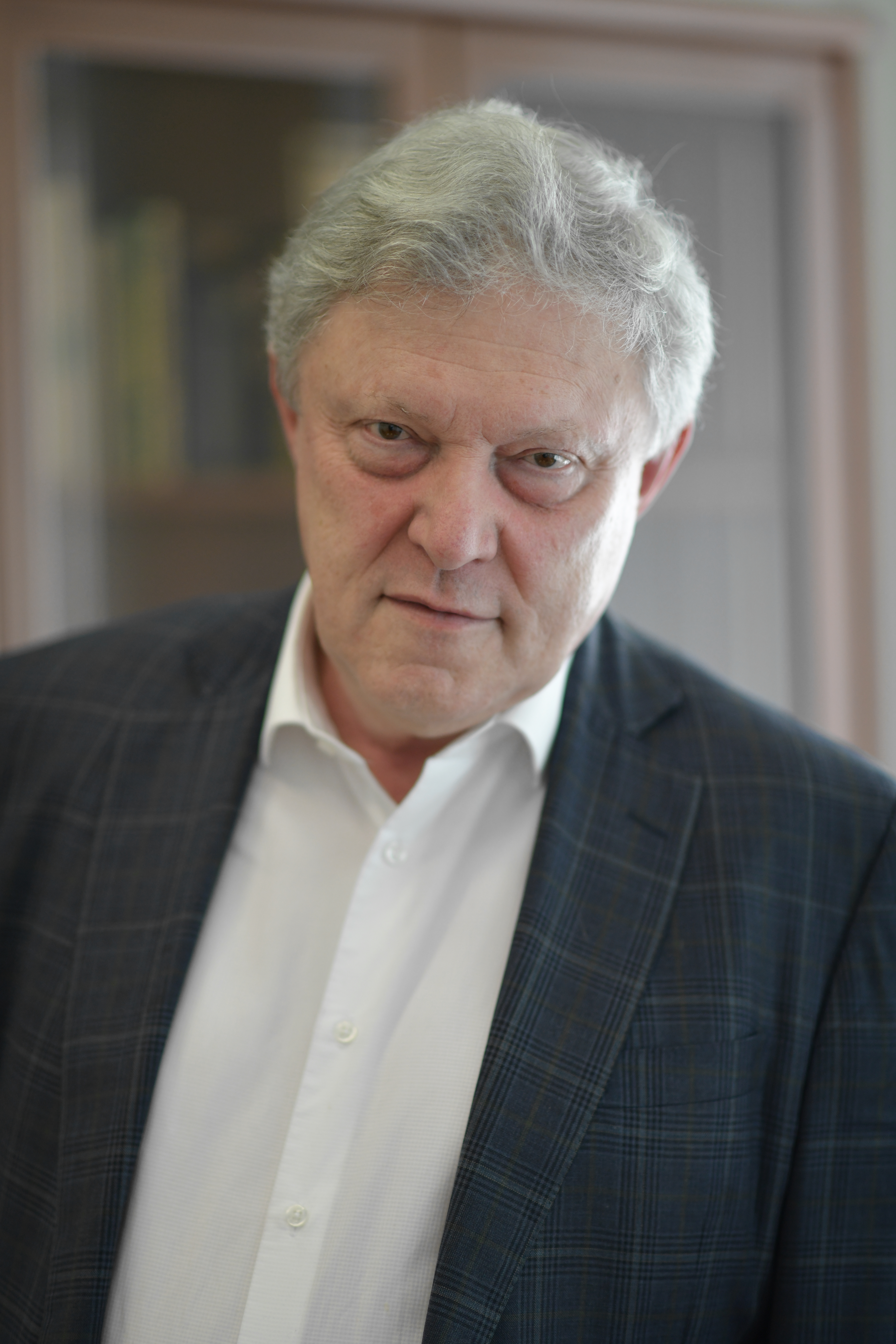
Grigori Alexejewitsch Jawlinski (* 1952)

### Jawn
- Jawneh, Nyimasata, gambische Sprinterin

### Jawo
- Jawo, Agnes, gambische Politikerin
- Jawo, Amadou (* 1984), schwedischer Fußballspieler
- Jawo, Awa (* 1997), gambische Fußballspielerin
- Jawo, Demba A., gambischer Journalist und Politiker
- Jawo, Habiboulie K., gambischer Politiker
- Jawo, Jabou (* 1962), gambische Leichtathletin
- Jawo, Omar (* 1981), gambischer Fußballspieler
- Jawo, Sainey (* 1999), gambischer Volleyballspieler und Beachvolleyballspieler
- Jawo, Salifu (* 1975), gambischer Politiker
- Jawo, Sutay, gambischer Politiker
- Jawon, Olga Wiktorowna (* 1998), russische Handballspielerin
- Jaworek, Tomasz (* 1970), polnischer Fußballspieler
- Jaworiwskyj, Wolodymyr (1942–2021), ukrainischer Schriftsteller und Politiker
- Jawornyzkyj, Dmytro (1855–1940), ukrainischer Ethnograph, Historiker und Lexikograf
- Jaworow, Pejo (1878–1914), bulgarischer Dichter und Revolutionskämpfer
- Jaworska, Daniela (* 1946), polnische Leichtathletin
- Jaworska, Edyta (* 1990), polnische Handballspielerin und Handballschiedsrichterin
- Jaworska, Helena (1922–2006), polnische Politikerin, Journalistin
- Jaworska, Małgorzata (* 1955), polnische Pianistin
- Jaworska, Renata (* 1979), polnische Malerin
- Jaworskaja, Marija Nikolajewna (* 1981), russische Boxerin
- Jaworski Cárdenas, Hélan (1936–2009), peruanischer römisch-katholischer Theologe
- Jaworski, Halina (* 1952), deutsche Malerin und bildende Künstlerin
- Jaworski, Igor Teodorowitsch (* 1967), sowjetisch-russischer Bildhauer
- Jaworski, Jakub (* 1986), polnischer Shorttracker
- Jaworski, Justin (* 1999), US-amerikanischer BasketballspielerJustin Jaworski (* 1999)

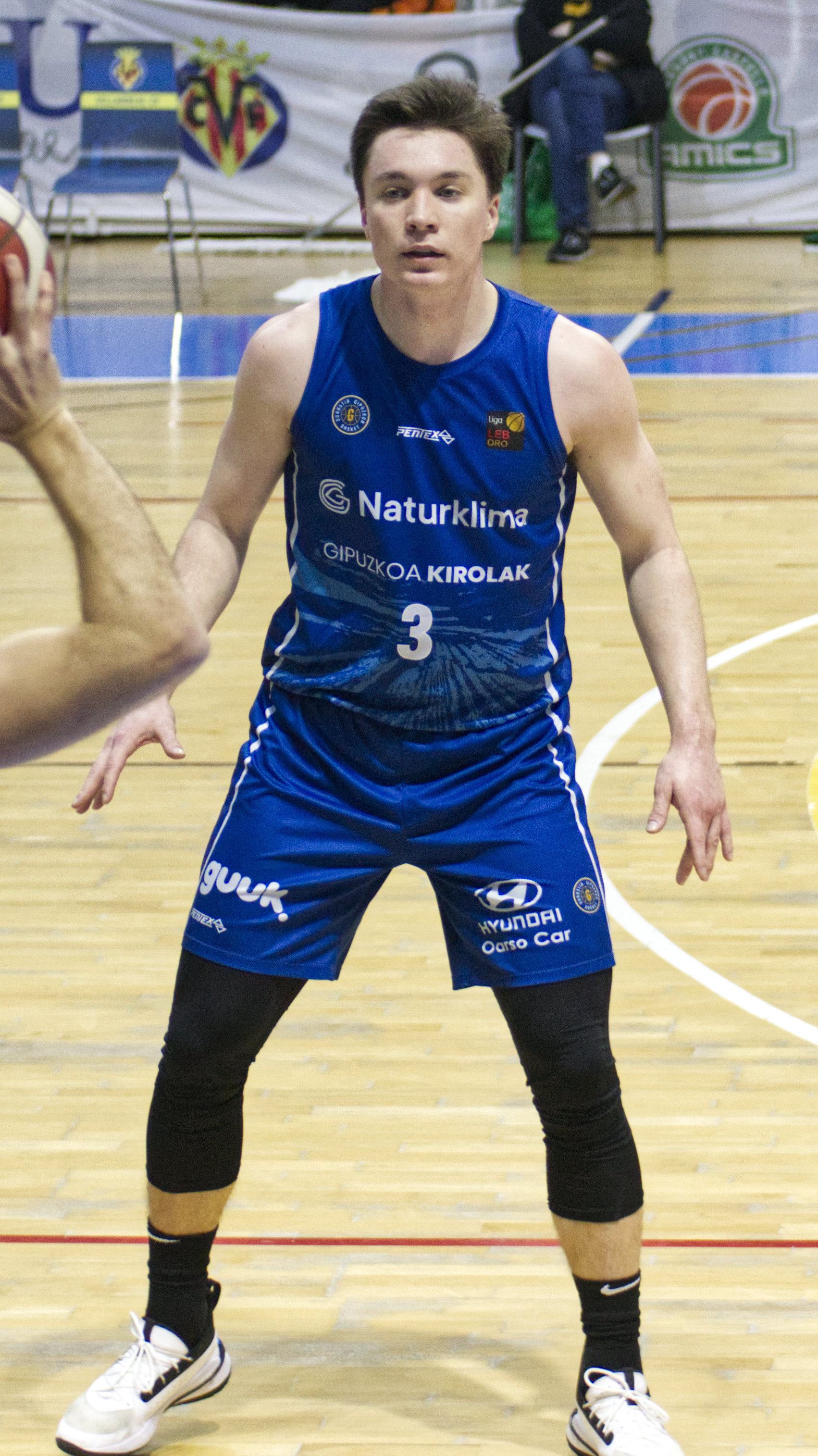
Justin Jaworski (* 1999)

- Jaworski, Kazimierz Andrzej (1897–1973), polnischer Dichter, Übersetzer und Verleger
- Jaworski, Kurt (1938–2014), deutscher Manager und Sachbuchautor
- Jaworski, Leon (1905–1982), amerikanischer Jurist
- Jaworski, Marian (1926–2020), ukrainischer Kardinal und Erzbischof von Lemberg
- Jaworski, Mieczysław (1930–2001), polnischer katholischer Bischof
- Jaworski, Monika (* 1954), deutsche Basketballspielerin
- Jaworski, Otto (1941–2021), deutscher Fußballspieler
- Jaworski, Ron (* 1951), US-amerikanischer Footballspieler
- Jaworski, Rudolf (* 1944), deutscher Historiker
- Jaworski, Stefan (1658–1722), ukrainischer und russischer Theologe, Philosoph und Schriftsteller
- Jaworski, Tadeusz (1926–2017), polnischer Filmemacher
- Jaworsky, Heinz von (1912–1999), deutscher Kameramann
- Jaworskyj, Benjamin (* 1986), deutscher Fotograf, Autor und HörfunkmoderatorBenjamin Jaworskyj (* 1986)

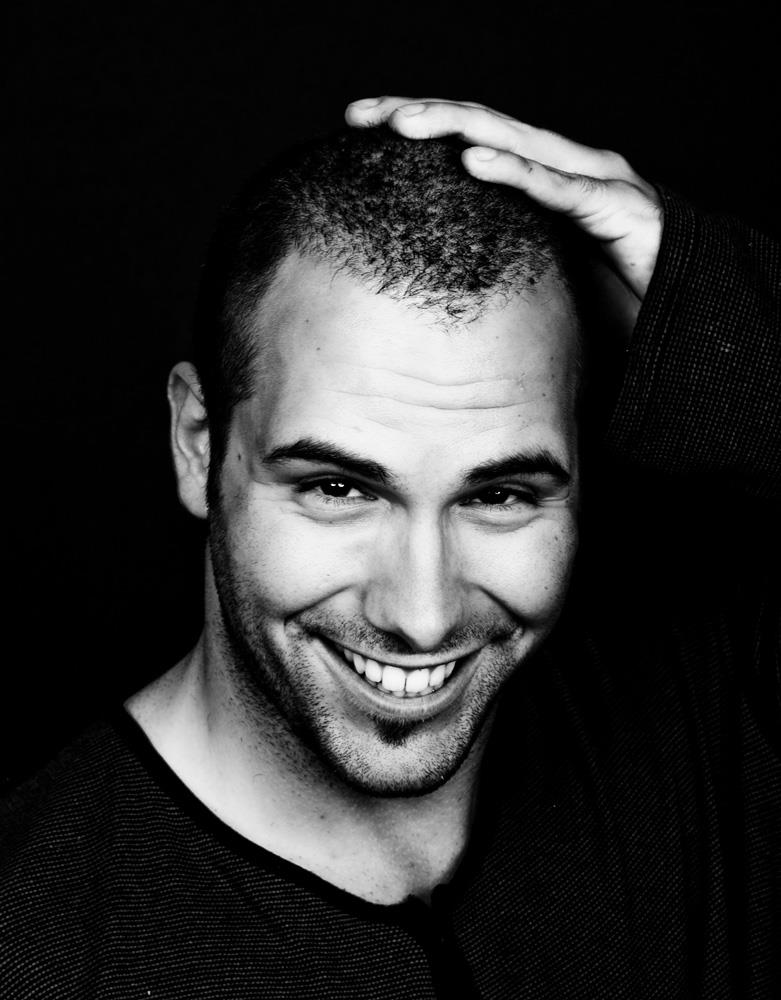
Benjamin Jaworskyj (* 1986)

- Jaworskyj, Boleslaw (1877–1942), ukrainisch-russischer Musikwissenschaftler, Komponist und Hochschullehrer

### Jaws
- Jawsh 685, neuseeländischer Musikproduzent

### Jawu
- Jawurek, Helmut (* 1963), deutscher Politiker (CSU), MdB
- Jawurek, Martin (* 1966), österreichischer Militär
- Jawuuchulan, Begdsiin (1929–1982), mongolischer Schriftsteller